# Theta vayssieri
Theta vayssieri är en snäckart som först beskrevs av Philippe Dautzenberg 1925.  Theta vayssieri ingår i släktet Theta och familjen Turridae. Inga underarter finns listade i Catalogue of Life.